# Erste Verordnung zur Änderung der Fahrzeug-Zulassungsverordnung und anderer straßenverkehrsrechtlicher Vorschriften
Die Erste Verordnung zur Änderung der Fahrzeug-Zulassungsverordnung und anderer straßenverkehrsrechtlicher Vorschriften (FZVuaÄndV) ist eine Rechtsverordnung in Deutschland. 
Die Rechtsverordnung vom 19. Oktober 2012 wurde am 25. Oktober 2012 im Bundesgesetzblatt veröffentlicht. Sie entstand aus einer Initiative des Bundesministeriums des Innern und des Bundesministeriums für Verkehr, Bau und Stadtentwicklung.
Inhalt der Verordnung ist die Änderung der Fahrzeug-Zulassungsverordnung, die Änderung der Straßenverkehrs-Zulassungs-Ordnung, die Änderung der EG-Fahrzeuggenehmigungsverordnung, die Änderung der Fahrzeugteileverordnung sowie die Änderung der Gebührenordnung für Maßnahmen im Straßenverkehr.
Die Verordnung regelt unter anderem die Wiedererteilung nicht mehr zugelassener Unterscheidungszeichen, darunter Buchstabenkombinationen für ehemalige Landkreise (sog. Kennzeichenliberalisierung). Diesbezüglich enthält die Verordnung die Regelung des Verfahrens zur Festlegung und Aufhebung der Unterscheidungszeichen und legt Anforderungen sowohl an die Zeichenkombinationen als auch in Bezug auf die Zulassung mehrerer für einen Verwaltungsbezirk geltender Unterscheidungszeichen fest. Weiterer Inhalt ist zudem der Bürokratieabbau bei der Fahrzeugzulassung. Auch sind Normierungen bezüglich des Umfangs der Daten bei Abfragen durch die Zentralen Leitstellen des Brandschutzes, des Katastrophenschutzes und des Rettungsdienstes enthalten.